# 1949 في اليابان
فيما يلي قوائم الأحداث التي وقعت خلال عام 1949 في اليابان.

## سياسة

### تعيين في المنصب
- 23 يناير – إيساكو ساتو عضو مجلس النواب الياباني  [لغات أخرى]‏.
- 16 فبراير – يوشيدا شيغه-رو رئيس وزراء اليابان.

### انتهاء فترة المنصب
- 16 فبراير – إيساكو ساتو أمين مجلس الوزراء الياباني.
- 16 فبراير – يوشيدا شيغه-رو رئيس وزراء اليابان.

## مواليد

### يناير
- 1 يناير – أكيكو هاياكاوا لاعبة كرة قدم يابانية.
- 1 يناير – أوسامو موراماتسو عالم فلك ياباني.
- 1 يناير – تاكاو أوريي لاعبة كرة قدم يابانية.
- 1 يناير – توشيو هاياشي
- 1 يناير – تومومي سيو لاعبة كرة قدم يابانية.
- 1 يناير – سيكي إيتشيهارا لاعبة كرة قدم يابانية.
- 1 يناير – شوكو هامادا لاعبة كرة قدم يابانية.
- 1 يناير – كاتسوكي هاجيوارا ناقد موسيقي ياباني.
- 1 يناير – كازوكو هيروناكا لاعبة كرة قدم يابانية.
- 1 يناير – ماري مياموتو لاعبة كرة قدم يابانية.
- 1 يناير – ميغومي اوغاوا لاعبة كرة قدم يابانية.
- 1 يناير – ميغومي تورغويه لاعبة كرة قدم يابانية.
- 1 يناير – ميكي سوغاوارا لاعبة كرة قدم يابانية.
- 1 يناير – ميناكو تاكاشيما لاعبة كرة قدم يابانية.
- 1 يناير – ميهو كانيدا لاعبة كرة قدم يابانية.
- 1 يناير – نوبيو مايدا
- 1 يناير – نوريو سوزوكي مستكشف ياباني.
- 1 يناير – هيديو هاياشي
- 1 يناير – هيروشي كانازاوا لاعب كرة قدم ياباني.
- 1 يناير – هيروميتشي موري لغوي ياباني.
- 1 يناير – هيرويوكي واكاباياشي مهندس معماري ياباني.
- 1 يناير – ياسوماسا كانادا رياضياتي ياباني.
- 1 يناير – يوكي فوشيمي لاعبة كرة قدم يابانية.
- 1 يناير – يومي أوميأوكا لاعبة كرة قدم يابانية.
- 12 يناير – هاروكي موراكامي كاتب ياباني.
- 13 يناير – دين ولز سياسي أسترالي.
- 24 يناير – ريكو يوشيدا مؤدّية صوت يابانية.
- 28 يناير – ماساشيكا لشيمورا ممثل ياباني.
- 29 يناير – جونكو مياشيتا
- 30 يناير – جيرو دان ممثل ياباني.

### فبراير
- 10 فبراير – جورج إتش سميث فيلسوف أمريكي.
- 14 فبراير – كين كوباياشي رجل أعمال ياباني.
- 26 فبراير – ايزومي يوشيدا سياسي ياباني.
- 26 فبراير – كازو كاواساكي فنان ياباني.

### مارس
- 5 مارس – شوساكو هيراساوا لاعب كرة قدم ياباني.
- 10 مارس – تاكاهيرو ساساكي سياسي ياباني.
- 12 مارس – تيتسوؤو ساتو لاعب كرة طائرة ياباني.
- 19 مارس – هيروفومي هيرانو سياسي ياباني.
- 21 مارس – كيتشي سوزوكي

### أبريل
- 11 أبريل – تيتسويا تاكيدا مغني ياباني.
- 26 أبريل – ايسي ساغاوا
- 26 أبريل – موريو كازاما
- 27 أبريل – هيروجي إيمامورا لاعب كرة قدم ياباني.

### مايو
- 3 مايو – كاورو آبي
- 22 مايو – تاكاشي أزوما لاعب كاراتيه ياباني.
- 23 مايو – أكيرا إيشيدا
- 26 مايو – يوكي تاناكا مؤرخ ياباني.

### يونيو
- 5 يونيو – قاتس إشيماتسو
- 6 يونيو – كاتسوهيرو ناكامورا لاعب كرة قاعدة ياباني.
- 12 يونيو – ريوهي سوزوكي لاعب كرة قدم ياباني.
- 13 يونيو – يوشيهيسا إيواشيتا لاعب غولف ياباني.
- 17 يونيو – هيرومي يوشيدا سياسي ياباني.
- 26 يونيو – هيروشي واتانابي عالم اقتصاد ياباني.
- 27 يونيو – نوريو ناغاياما كاتب ومؤلف ياباني.

### يوليو
- 3 يوليو – ماساتو هارودا
- 7 يوليو – تاكاشي ياماموتو سياسي ياباني.
- 16 يوليو – تاكاشي ماتسوموتو
- 21 يوليو – ناوكي موراتا لاعب جودو ياباني.

### أغسطس
- 17 أغسطس – ميتسونوري فوشيجوتشي لاعب كرة قدم ياباني.
- 18 أغسطس – تاكيشي شودو كاتب سيناريو ياباني.
- 25 أغسطس – تيتسوؤو هارادا فنان ياباني.

### سبتمبر
- 15 سبتمبر – ماساهيرو كاواساكي ملحن ياباني.
- 20 سبتمبر – باتريك فينيغان
- 20 سبتمبر – يوتاكا هيجوتشي متزلج فني ياباني.
- 21 سبتمبر – كينيث كاربنتر إحاثي من الولايات المتحدة الأمريكية.
- 25 سبتمبر – هايوكي كيكوتشي روائي ياباني.

### أكتوبر
- 1 أكتوبر – تاكاو هوريوتشى موسيقي ياباني.
- 3 أكتوبر – ميوكي ميورا لاعب كاراتيه ياباني.
- 10 أكتوبر – رويال كوباياشي ملاكم ياباني.
- 12 أكتوبر – ياسوتسوني أوهارا ملاكم ياباني.
- 16 أكتوبر – كازوهيرو كويزومي موزع ياباني.
- 21 أكتوبر – ماساو أوبا ملاكم ياباني.

### نوفمبر
- 3 نوفمبر – أوسامو فوجيمورا سياسي ياباني.
- 10 نوفمبر – ميتشيو ياسودا لاعب كرة قدم ياباني.
- 19 نوفمبر – شيغيرو ماتسوزاكي مغني ياباني.
- 29 نوفمبر – غورو ميازاوا

### ديسمبر
- 2 ديسمبر – شويتشي إيكيدا
- 13 ديسمبر – كينجي كوداما
- 20 ديسمبر – يوشيتاكا ساكورادا سياسي ياباني.
- 26 ديسمبر – كيغي ماتسوموتو سائق سباق ياباني.
- 28 ديسمبر – كاورو كيتامورا كاتب ياباني.

## وفيات

### يناير
- 20 يناير – ايواتا ناكاياما (مواليد 1895) مصور ياباني.
- 25 يناير – ماكينو نوبواكي (مواليد 1861) سياسي ياباني.

### فبراير
- 6 فبراير – هيرواكي آبي (مواليد 1889) ضابط ياباني.

### مايو
- 1 مايو – كيجيرو نانبو (مواليد 1869) عسكري ياباني.
- 5 مايو – هيديو ناجاتا (مواليد 1885) كاتب ياباني.

### يوليو
- 1 يوليو – إيزامو تكشيتا (مواليد 1869)

### نوفمبر
- 20 نوفمبر – واكاتسوكي ريجيرو (مواليد 1866) سياسي ياباني.
- 25 نوفمبر – كازو ميزوتاني (مواليد 1899) عسكري ياباني.